# Halle Open 2005 - Qualificazioni singolare
Le qualificazioni del singolare  dell'Halle Open 2005 sono state un torneo di tennis preliminare per accedere alla fase finale della manifestazione. I vincitori dell'ultimo turno sono entrati di diritto nel tabellone principale. In caso di ritiro di uno o più giocatori aventi diritto a questi sono subentrati i lucky loser, ossia i giocatori che hanno perso nell'ultimo turno ma che avevano una classifica più alta rispetto agli altri partecipanti che avevano comunque perso nel turno finale.
Le qualificazioni del torneo Halle Open 2005 prevedevano 32 partecipanti di cui 4 sono entrati nel tabellone principale.

## Teste di serie
1. Andreas Seppi (ultimo turno)
2. Olivier Mutis (primo turno)
3. Dick Norman (Qualificato)
4. Vladimir Volčkov (Qualificato)

1. Wang Yeu-tzuoo (Qualificato)
2. Ivo Heuberger (ultimo turno)
3. Ramón Delgado (secondo turno)
4. Roko Karanušić (primo turno)

## Qualificati
1. Wang Yeu-tzuoo
2. Nenad Zimonjić

1. Dick Norman
2. Vladimir Volčkov

## Tabellone

### Legenda
| - Q = Qualificato - WC = Wild card - LL = Lucky loser | - ALT = Alternate - SE = Special Exempt - PR = Protected Ranking | - w/o = Walkover - r = Ritirato - d = Squalificato |

### Sezione 1
|  | Primo turno              | Primo turno              | Primo turno       | Primo turno | Primo turno |  |  | Secondo turno | Secondo turno            | Secondo turno            | Secondo turno  | Secondo turno  |   |   | Ultimo turno | Ultimo turno  | Ultimo turno  | Ultimo turno | Ultimo turno |  |
|  |                          |                          |                   |             |             |  |  |               |                          |                          |                |                |   |   |              |               |               |              |              |  |
|  | 1                        | Andreas Seppi            | Andreas Seppi     | 6           | 6           |  |  |               |                          |                          |                |                |   |   |              |               |               |              |              |  |
|  |                          | Lovro Zovko              | Lovro Zovko       | 0           | 1           |  |  | 1             | Andreas Seppi            | Andreas Seppi            | 6              | 6              |   |   |              |               |               |              |              |  |
|  | Kirill Ivanov-Smolenskij | Kirill Ivanov-Smolenskij | 68                | 6           | 6           |  |  |               | Kirill Ivanov-Smolenskij | Kirill Ivanov-Smolenskij | 1              | 1              |   |   |              |               |               |              |              |  |
|  | Andreas Eichenberger     | Andreas Eichenberger     | 7                 | 2           | 2           |  |  |               |                          |                          |                |                |   |   | 1            | Andreas Seppi | Andreas Seppi | 3            | 4            |  |
|  | Lars Übel                | Lars Übel                | Lars Übel         | 7           | 6           |  |  |               |                          | 5                        | Wang Yeu-tzuoo | Wang Yeu-tzuoo | 6 | 6 |              |               |               |              |              |  |
|  | Philipp Marx             | Philipp Marx             | Philipp Marx      | 5           | 3           |  |  |               | Lars Übel                | Lars Übel                | 4              | 3              |   |   |              |               |               |              |              |  |
|  | 5                        | Wang Yeu-tzuoo           | Wang Yeu-tzuoo    | 6           | 6           |  |  | 5             | Wang Yeu-tzuoo           | Wang Yeu-tzuoo           | 6              | 6              |   |   |              |               |               |              |              |  |
|  |                          | Dominic Stoeckler        | Dominic Stoeckler | 4           | 0           |  |  |               |                          |                          |                |                |   |   |              |               |               |              |              |  |

### Sezione 2
|  | Primo turno        | Primo turno        | Primo turno        | Primo turno     | Primo turno |  |  | Secondo turno   | Secondo turno      | Secondo turno      | Secondo turno      | Secondo turno      |      |    | Ultimo turno   | Ultimo turno   | Ultimo turno   | Ultimo turno | Ultimo turno |  |
|  |                    |                    |                    |                 |             |  |  |                 |                    |                    |                    |                    |      |    |                |                |                |              |              |  |
|  |                    | Gilles Elseneer    | Gilles Elseneer    | Gilles Elseneer | 4           |  |  |                 |                    |                    |                    |                    |      |    |                |                |                |              |              |  |
|  | 2                  | Olivier Mutis      | Olivier Mutis      | Olivier Mutis   | 1r          |  |  | Gilles Elseneer | Gilles Elseneer    | Gilles Elseneer    | Gilles Elseneer    |                    |      |    |                |                |                |              |              |  |
|  | Nenad Zimonjić     | Nenad Zimonjić     | Nenad Zimonjić     | 6               | 6           |  |  | Nenad Zimonjić  | Nenad Zimonjić     | Nenad Zimonjić     | Nenad Zimonjić     | W-O                |      |    |                |                |                |              |              |  |
|  | Sadik Kadir        | Sadik Kadir        | Sadik Kadir        | 3               | 4           |  |  |                 |                    |                    |                    |                    |      |    | Nenad Zimonjić | Nenad Zimonjić | Nenad Zimonjić | 7            | 7            |  |
|  | Philipp Petzschner | Philipp Petzschner | Philipp Petzschner | 7               | 6           |  |  |                 |                    | Philipp Petzschner | Philipp Petzschner | Philipp Petzschner | 6(1) | 64 |                |                |                |              |              |  |
|  | Michael Kohlmann   | Michael Kohlmann   | Michael Kohlmann   | 5               | 2           |  |  |                 | Philipp Petzschner | Philipp Petzschner | 6                  | 6                  |      |    |                |                |                |              |              |  |
|  | 7                  | Ramón Delgado      | Ramón Delgado      | 6               | 6           |  |  | 7               | Ramón Delgado      | Ramón Delgado      | 1                  | 3                  |      |    |                |                |                |              |              |  |
|  |                    | Ervin Eleskovic    | Ervin Eleskovic    | 3               | 4           |  |  |                 |                    |                    |                    |                    |      |    |                |                |                |              |              |  |

### Sezione 3
|  | Primo turno  | Primo turno   | Primo turno   | Primo turno | Primo turno |  |  | Secondo turno | Secondo turno | Secondo turno | Secondo turno | Secondo turno |   |   | Ultimo turno | Ultimo turno | Ultimo turno | Ultimo turno | Ultimo turno |  |
|  |              |               |               |             |             |  |  |               |               |               |               |               |   |   |              |              |              |              |              |  |
|  | 3            | Dick Norman   | 3             | 6           | 6           |  |  |               |               |               |               |               |   |   |              |              |              |              |              |  |
|  |              | Julian Knowle | 6             | 4           | 3           |  |  | 3             | Dick Norman   | Dick Norman   | 6             | 6             |   |   |              |              |              |              |              |  |
|  | Rik De Voest | Rik De Voest  | Rik De Voest  | 7           | 6           |  |  |               | Rik De Voest  | Rik De Voest  | 4             | 2             |   |   |              |              |              |              |              |  |
|  | Yves Allegro | Yves Allegro  | Yves Allegro  | 5           | 4           |  |  |               |               |               |               |               |   |   | 3            | Dick Norman  | 6            | 6            | 6            |  |
|  | Uros Vico    | Uros Vico     | 6             | 65          | 6           |  |  |               |               | 6             | Ivo Heuberger | 0             | 7 | 3 |              |              |              |              |              |  |
|  | Roman Herold | Roman Herold  | 0             | 7           | 3           |  |  |               | Uros Vico     | Uros Vico     | 3             | 6             |   |   |              |              |              |              |              |  |
|  | 6            | Ivo Heuberger | Ivo Heuberger | 6           | 7           |  |  | 6             | Ivo Heuberger | Ivo Heuberger | 6             | 7             |   |   |              |              |              |              |              |  |
|  |              | Ivo Klec      | Ivo Klec      | 3           | 6           |  |  |               |               |               |               |               |   |   |              |              |              |              |              |  |

### Sezione 4
|  | Primo turno           | Primo turno           | Primo turno           | Primo turno | Primo turno |  |  | Secondo turno   | Secondo turno       | Secondo turno       | Secondo turno   | Secondo turno |   |   | Ultimo turno | Ultimo turno     | Ultimo turno | Ultimo turno | Ultimo turno |  |
|  |                       |                       |                       |             |             |  |  |                 |                     |                     |                 |               |   |   |              |                  |              |              |              |  |
|  | 4                     | Vladimir Volčkov      | Vladimir Volčkov      | 6           | 6           |  |  |                 |                     |                     |                 |               |   |   |              |                  |              |              |              |  |
|  |                       | Matwé Middelkoop      | Matwé Middelkoop      | 4           | 3           |  |  | 4               | Vladimir Volčkov    | Vladimir Volčkov    | 6               | 6             |   |   |              |                  |              |              |              |  |
|  | Serhij Stachovs'kyj   | Serhij Stachovs'kyj   | Serhij Stachovs'kyj   | 6           | 6           |  |  |                 | Serhij Stachovs'kyj | Serhij Stachovs'kyj | 1               | 1             |   |   |              |                  |              |              |              |  |
|  | Christopher Koderisch | Christopher Koderisch | Christopher Koderisch | 3           | 4           |  |  |                 |                     |                     |                 |               |   |   | 4            | Vladimir Volčkov | 6            | 3            | 6            |  |
|  | Roman Valent          | Roman Valent          | Roman Valent          | 6           | 7           |  |  |                 |                     |                     | Dominik Meffert | 4             | 6 | 3 |              |                  |              |              |              |  |
|  | Bastian Gronefeld     | Bastian Gronefeld     | Bastian Gronefeld     | 4           | 5           |  |  | Roman Valent    | Roman Valent        | Roman Valent        | 3               | 5             |   |   |              |                  |              |              |              |  |
|  |                       | Dominik Meffert       | Dominik Meffert       | 6           | 6           |  |  | Dominik Meffert | Dominik Meffert     | Dominik Meffert     | 6               | 7             |   |   |              |                  |              |              |              |  |
|  | 8                     | Roko Karanušić        | Roko Karanušić        | 3           | 4           |  |  |                 |                     |                     |                 |               |   |   |              |                  |              |              |              |  |